# Keteleeria
Keteleeria (Keteleeria) – rodzaj drzew z rodziny sosnowatych. Obejmuje trzy gatunki występujące w południowo-wschodniej Azji (Laos, Wietnam, Chiny), na północy po Tajwan.

## Morfologia

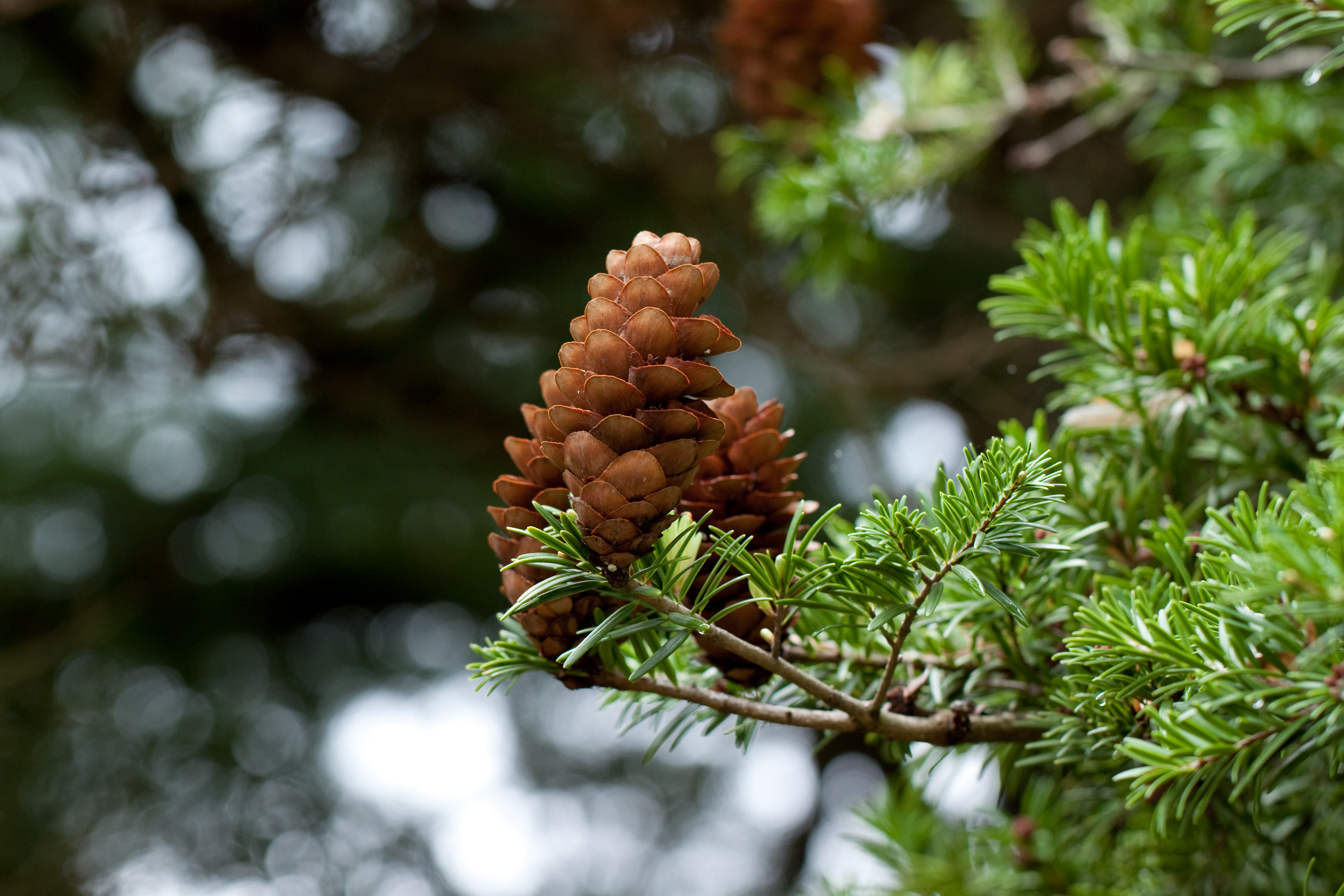
Keteleeria davidiana var. formosana

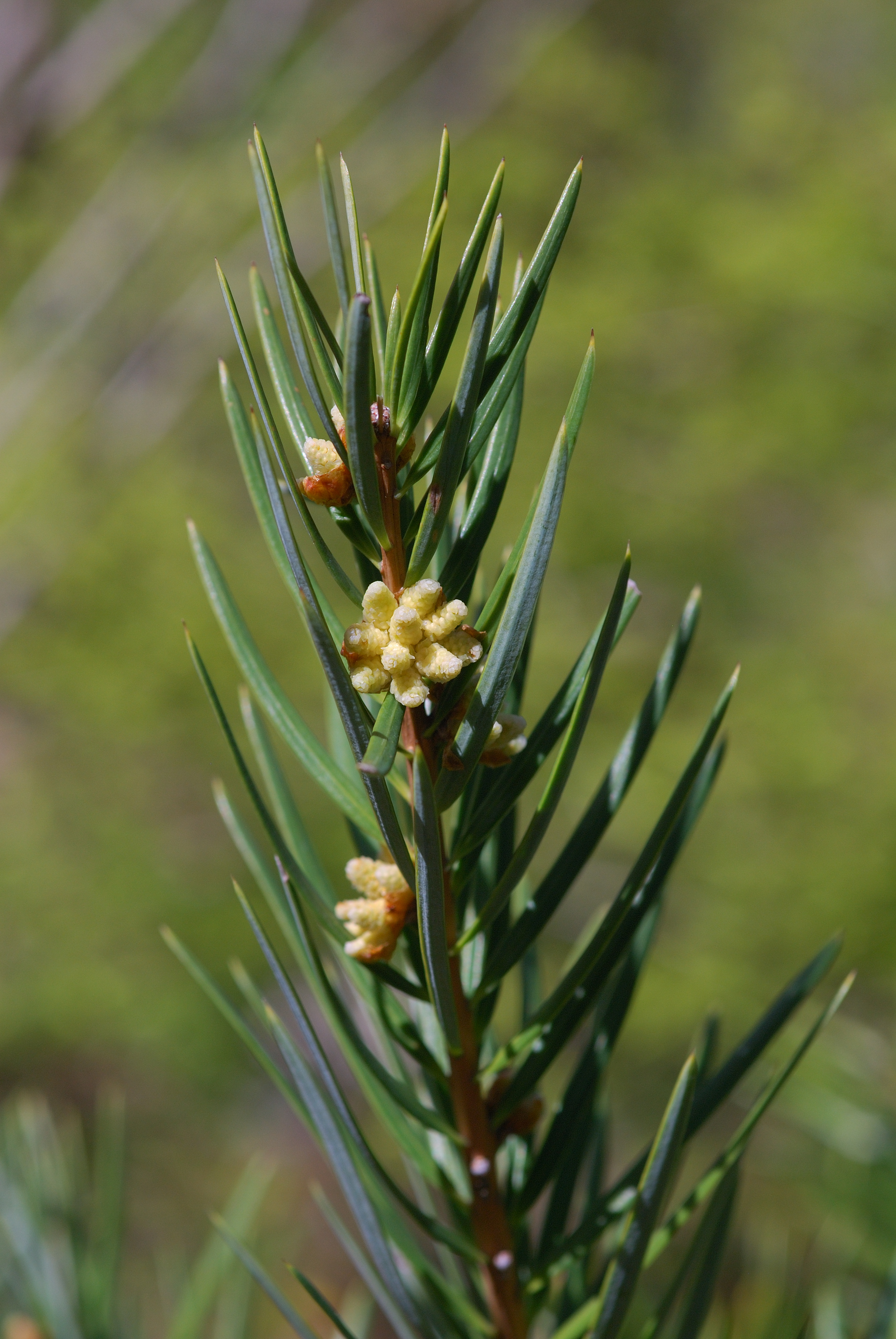
Kwiatostany męskie Keteleeria evelyniana

PokrójZimozielone drzewa iglaste, rozgałęziające się nieregularnie w okółkach, z konarami rozpostartymi poziomo. Za młodu rośliny mają pokrój piramidalny, starsze okazy mają koronę spłaszczoną. Brak krótkopędów. Młode pędy jasne do jasnobrązowych, gęsto pokryte sztywnymi włoskami, starsze szaro-brązowe. Kora strzępi się podłużnymi pasami.
LiścieMłode liście sztywne, ostro zakończone. Osiągają 5–6 cm długości i 0,5 cm szerokości. Starsze wyrastają spiralnie, ale w wyniku skręcenia u nasady układają się w dwóch rzędach, spłaszczone, równowąskie do lancetowatych. Osiągają 3–5 cm długości i 0,4 cm szerokości. Po obu stronach liści widoczna wypukła wiązka przewodząca. Odpadając, pozostawiają na pędzie drobne, okrągłe blizny.
SzyszkiMęskie wyrastają na krótkich, łuskowatych szypułach w kątach liści lub na końcach pędów, w skupieniach po (4)5–8(10). Znajduje się w nich wiele mikrosporofili zawierającymi po dwa woreczki pyłkowe. Szyszki żeńskie pojedyncze, rozwijają się na końcach pędów i dojrzewają w ciągu jednego roku. Są cylindryczne, prosto wzniesione, z drewniejącymi i nieodpadającymi łuskami. Osiągają do 8 cm wysokości i 3 cm średnicy. Na każdej łusce rozwijają się po dwa nasiona, wyposażone w pojedyncze skrzydełko długości łuski.

## Systematyka
W zależności od ujęcia i przyjmowanych rang systematycznych wyróżnia się w obrębie rodzaju od dwóch do sześciu gatunków. Rodzaj należy w obrębie rodziny sosnowatych (Pinaceae) do podrodziny  jodłowych (Abietoideae Pilg.).
Wykaz gatunków
- Keteleeria davidiana (C.E.Bertrand) Beissn.
- Keteleeria evelyniana Mast.
- Keteleeria fortunei (A.Murray bis) Carrière